# Campionati italiani di triathlon sprint del 2007
I Campionati italiani di triathlon sprint del 2007 sono stati organizzati dalla Federazione Italiana Triathlon e si sono tenuti a Lecco in Lombardia, in data 5 agosto 2007.
Tra gli uomini ha vinto Ivan Risti (Triathlon Lecco), mentre la gara femminile è andata a Daniela Chmet (Torino 3).

## Risultati

### Élite uomini
| Pos. | Atleta               | Società sportiva             | Nuoto    | Bici     | Corsa    | Totale   |
| ---- | -------------------- | ---------------------------- | -------- | -------- | -------- | -------- |
|      | Ivan Risti           | Triathlon Lecco              | 00:10:18 | 00:29:21 | 00:15:15 | 00:54:54 |
|      | Alessandro Fabian    | Padova Nuoto Triathlon       | 00:10:08 | 00:29:34 | 00:15:24 | 00:55:06 |
|      | Daniel Hofer         | Carabinieri                  | 00:10:30 | 00:29:12 | 00:15:27 | 00:55:09 |
| 4    | Emilio D'Aquino      | Carabinieri                  | 00:10:23 | 00:29:18 | 00:15:38 | 00:55:19 |
| 5    | Claudio Oriana       | Peperoncino Team             | 00:10:12 | 00:29:35 | 00:15:54 | 00:55:41 |
| 6    | Alessandro Degasperi | RP Action DDS                | 00:11:02 | 00:29:34 | 00:15:12 | 00:55:48 |
| 7    | Stefano Belandi      | Fiamme Azzurre               | 00:10:20 | 00:29:29 | 00:16:02 | 00:55:51 |
| 8    | Massimo De Ponti     | Carabinieri                  | 00:10:20 | 00:29:27 | 00:16:07 | 00:55:54 |
| 9    | Jonathan Ciavattella | Esercito                     | 00:10:16 | 00:29:35 | 00:16:08 | 00:55:59 |
| 10   | Leonardo Ballerini   | Triathlon Cremona Stradivari | 00:10:19 | 00:29:30 | 00:16:18 | 00:56:07 |
| 11   | Giuseppe Ferraro     | Carabinieri                  | 00:10:47 | 00:30:01 | 00:15:27 | 00:56:15 |
| 12   | Fabio Guidelli       | Jhonny Tri Forhans           | 00:10:36 | 00:30:01 | 00:15:44 | 00:56:21 |
| 13   | Manuele Canuto       | Fiamme Oro                   | 00:10:24 | 00:29:20 | 00:16:38 | 00:56:22 |
| 14   | Fabrizio Baralla     | Jhonny Tri Forhans           | 00:10:42 | 00:29:53 | 00:15:49 | 00:56:24 |
| 15   | Andrea Secchiero     | Protek Triathlon Rho         | 00:11:01 | 00:29:36 | 00:16:01 | 00:56:38 |
| 16   | Giorgio Roveda       | Esercito                     | 00:10:37 | 00:30:06 | 00:15:56 | 00:56:39 |
| 17   | Danilo Brustolon     | Fiamme Oro                   | 00:11:00 | 00:29:41 | 00:16:02 | 00:56:43 |
| 18   | Daniele Fiorentini   | Esercito                     | 00:10:35 | 00:30:03 | 00:16:10 | 00:56:48 |
| 19   | Peter Viana          | Esercito                     | 00:10:57 | 00:29:42 | 00:16:23 | 00:57:02 |
| 20   | Alessandro Ussi      | Triathlon Cremona Stradivari | 00:11:04 | 00:29:38 | 00:16:23 | 00:57:05 |

### Élite donne
| Pos. | Atleta                | Società sportiva             | Nuoto    | Bici     | Corsa    | Totale   |
| ---- | --------------------- | ---------------------------- | -------- | -------- | -------- | -------- |
|      | Daniela Chmet         | Torino 3                     | 00:11:14 | 00:33:11 | 00:17:37 | 01:02:02 |
|      | Charlotte Bonin       | Fiamme Azzurre               | 00:00:00 | 00:00:00 | 01:02:07 | 01:02:07 |
|      | Elisa Battistoni      | Esercito                     | 00:11:15 | 00:33:15 | 00:18:12 | 01:02:42 |
| 4    | Valentina Filipetto   | Esercito                     | 00:11:18 | 00:33:10 | 00:19:10 | 01:03:38 |
| 5    | Erica Facchini        | Vigili del Fuoco Triathlon   | 00:11:09 | 00:33:20 | 00:19:22 | 01:03:51 |
| 6    | Alice Cabianca        | Bianchi-Keyline              | 00:00:00 | 00:00:00 | 01:03:56 | 01:03:56 |
| 7    | Arianna Viglino       | RP Action DDS                | 00:00:00 | 00:00:00 | 01:04:04 | 01:04:04 |
| 8    | Marta Gaiardelli      | Fiamme Azzurre               | 00:12:15 | 00:34:14 | 00:19:07 | 01:05:36 |
| 9    | Alexa Giussani        | Atletica Bellinzago          | 00:12:14 | 00:34:17 | 00:19:07 | 01:05:38 |
| 10   | Irma Ventura          | Triathlon Cremona Stradivari | 00:00:00 | 00:00:00 | 01:05:47 | 01:05:47 |
| 11   | Cristina Giribon      | Fiamme Oro                   | 00:12:36 | 00:34:59 | 00:18:41 | 01:06:16 |
| 12   | Betiana Elvi Zarrelli | RP Action DDS                | 00:11:53 | 00:34:32 | 00:20:04 | 01:06:29 |
| 13   | Monica Cibin          | Triathlon Cremona Stradivari | 00:12:30 | 00:35:03 | 00:19:01 | 01:06:34 |
| 14   | Sara Desideri         | Valle d'Aosta                | 00:11:40 | 00:34:39 | 00:20:20 | 01:06:39 |
| 15   | Elena Spaggiari       | Triathlon Lecco              | 00:11:37 | 00:34:45 | 00:20:20 | 01:06:42 |
| 16   | Elena Cavallini       | Surfing Shop Triathlon       | 00:11:56 | 00:34:31 | 00:20:15 | 01:06:42 |
| 17   | Alessia Borghini      | Valle d'Aosta                | 00:11:31 | 00:34:42 | 00:20:59 | 01:07:12 |
| 18   | Daniela Locarno       | Triathlon Team Brianza       | 00:12:46 | 00:35:40 | 00:18:53 | 01:07:19 |
| 19   | Elena Manzato         | Trisports.it Team            | 00:11:34 | 00:34:49 | 00:21:12 | 01:07:35 |
| 20   | Margie Santimaria     | Atletica Bellinzago          | 00:11:32 | 00:34:57 | 00:21:26 | 01:07:55 |